# لو مان كام (لاعب فن قتالي)
لو مان كام (بالصينية: 盧文錦) هو فنان قتالي صيني، ولد في 25 مايو 1933 في غوانغدونغ في الصين.